# Superhero (Film)
Superhero ist ein Kurzfilm von Émile V. Schlesser mit Maria Dragus, Jannik Schümann und Nico Randel. 2020 gewann der Film, anlässlich des Filmfest München, den von NBC Universal vergebenen Shocking Short Award.

## Handlung
Max, ein junger Mann mit Down-Syndrom, nimmt die Identität eines Superhelden an, um den nötigen Mut aufzubringen, einer Kindheitsfreundin seine Liebe zu gestehen. Uneingeladen taucht er auf ihrer Abschiedsparty auf, wo er sich jedoch schnell in eine Mutprobe verwickeln lässt, die fürchterlich aus dem Ruder läuft.

## Auszeichnungen
- 2020: Shocking Shorts Award von NBCUniversal / 13th Street[2]
- 2020: „Prädikat: Wertvoll“ von Deutsche Film- und Medienbewertung (FBW)